# Dorothy Gale
Dorothy Gale (talvolta chiamata Dora o Dorotea in alcune traduzioni) è un personaggio immaginario, protagonista del romanzo per ragazzi Il meraviglioso mago di Oz, scritto da L. Frank Baum nel 1900, e di gran parte dei successivi romanzi della serie.

## Biografia
Dorothy è una ragazzina che vive, insieme alla zia Emma e allo zio Henry, nella selvaggia terra del Kansas. La piccola ravviva la vita dei due anziani zii, che l'hanno adottata dopo la morte dei genitori, e passa le giornate giocando con il suo cagnolino Toto nella landa desolata del Kansas. Un giorno però tutto viene stravolto per l'arrivo di un terribile ciclone che devasta la campagna circostante. Emma ed Henry riescono a nascondersi nel seminterrato ma Dorothy, alla ricerca del piccolo Toto, non può seguirli ed è quindi costretta a rimanere dentro casa. La fattoria finisce dritto nell'occhio del ciclone e viene trascinata via in un mondo magico e bizzarro, il mondo di Oz.
Non appena la bambina esce dalla propria casa vede venirsi incontro degli strani personaggi in festa e una vecchia dall'abito bianco. È la buona Strega del Nord, chiamata dalla popolazione dei Munchkins per congratularsi con la nuova arrivata poiché questa ha sconfitto la terribile Strega dell'Est. Dorothy non sa cosa dire e si stupisce ancora di più quando, voltandosi, vede che una donna è stata schiacciata dalla sua casa, piombata su quella terra all'improvviso. Questi sono i resti della Strega dell'Est, che aveva schiavizzato il popolo dei Munchkins, ora debitore nei suoi confronti. Dorothy vuole a tutti i costi tornare a casa e riceve il consiglio di partire verso la città di Smeraldo per incontrare il meraviglioso mago di Oz che sicuramente esaudirà il suo desiderio. Prima di partire però la strega del nord le dona le scarpette d'argento appartenute alla defunta strega. Per giungere a destinazione la ragazzina deve soltanto seguire un sentiero formato da mattoni dorati.
Durante il tragitto incontra dei simpatici personaggi: uno spaventapasseri in cerca di un cervello, un uomo di latta in cerca di un cuore e un leone codardo in cerca di coraggio, che decidono di seguirla per chiedere al grande mago di concedere loro ciò che desiderano. Dopo diverse disavventure, quali ad esempio lo scontro con i giganteschi Kalidah, i quattro viandanti giungono in un bellissimo campo di papaveri che però, a causa del loro incredibile profumo, costringono coloro che passano a dormire in eterno. L'uomo di latta e lo spaventapasseri riescono a stento a salvare la piccola Dorothy, non riuscendo però a portare con sé il leone codardo che, caduto addormentato, è condannato a dormire in eterno. Grazie però all'aiuto di alcuni topi, debitori nei confronti del boscaiolo di latta, che aveva salvato la loro regina, il leone viene salvato. La piccola compagnia raggiunge così la città di smeraldi. Accolti con tutto rispetto dagli abitanti locali vengono ricevuti, uno alla volta e in giorni diversi, dal mago di Oz. Questi, apparso ai visitatori sotto diverse forme, alla bambina come una gigantesca testa umana, ordina loro di annientare la perfida e crudele Strega dell'Ovest se vogliono ricevere i doni che hanno chiesto.
Nella foresta oscura Dorothy e i suoi compagni fronteggiano gli scagnozzi della strega. Con l'arrivo delle scimmie volanti si conclude però la loro resistenza: il leone viene catturato e condannato a divenire il destriero bardato della malvagia strega, lo spaventapasseri spagliato, l'uomo di latta ridotto in un ammasso di ferraglia. Dorothy è costretta invece a ripulire le stanze della perfida strega, decisa a prendere le sue scarpette d'argento e senza dubbio colme di un misterioso potere. La ragazzina però sa come difendersi e, lanciandole contro l'acqua di un secchio, riesce ad annientarla. Libera dalla sua oppressione può liberare i suoi amici e tornare con loro alla città di smeraldo.
Scoprono però che il mago non è un vero stregone ma un povero uomo perdutosi dopo un viaggio in mongolfiera. Desideroso di riscattarsi, il grande imbroglione tenta di esaudire comunque i doni. Decide dunque di costruire un nuovo pallone volante per tornate negli Stati Uniti insieme a Dorothy. Quando però tutto è pronto per la partenza, la ragazzina, inseguendo Toto, non riesce a salire sulla mongolfiera che parte, portando via l'ultima speranza di rivedere il Kansas.
Grazie alle rivelazioni di un abitante della città di smeraldo, Dorothy decide di recarsi nel Sud, dove vive la strega buona Glinda, che senza dubbio esaudirà il suo desiderio. Questa le rivela però che l'unico oggetto in grado di farla ritornare a casa sono proprio le scarpette d'argento che sin dall'inizio ha tenuto fra i piedi. Felicissima, Dorothy saluta i suoi amici e, insieme a Toto, torna nel Kansas dove può riabbracciare zia Emma e zio Henry.

## Adattamenti teatrali, cinematografici e televisivi

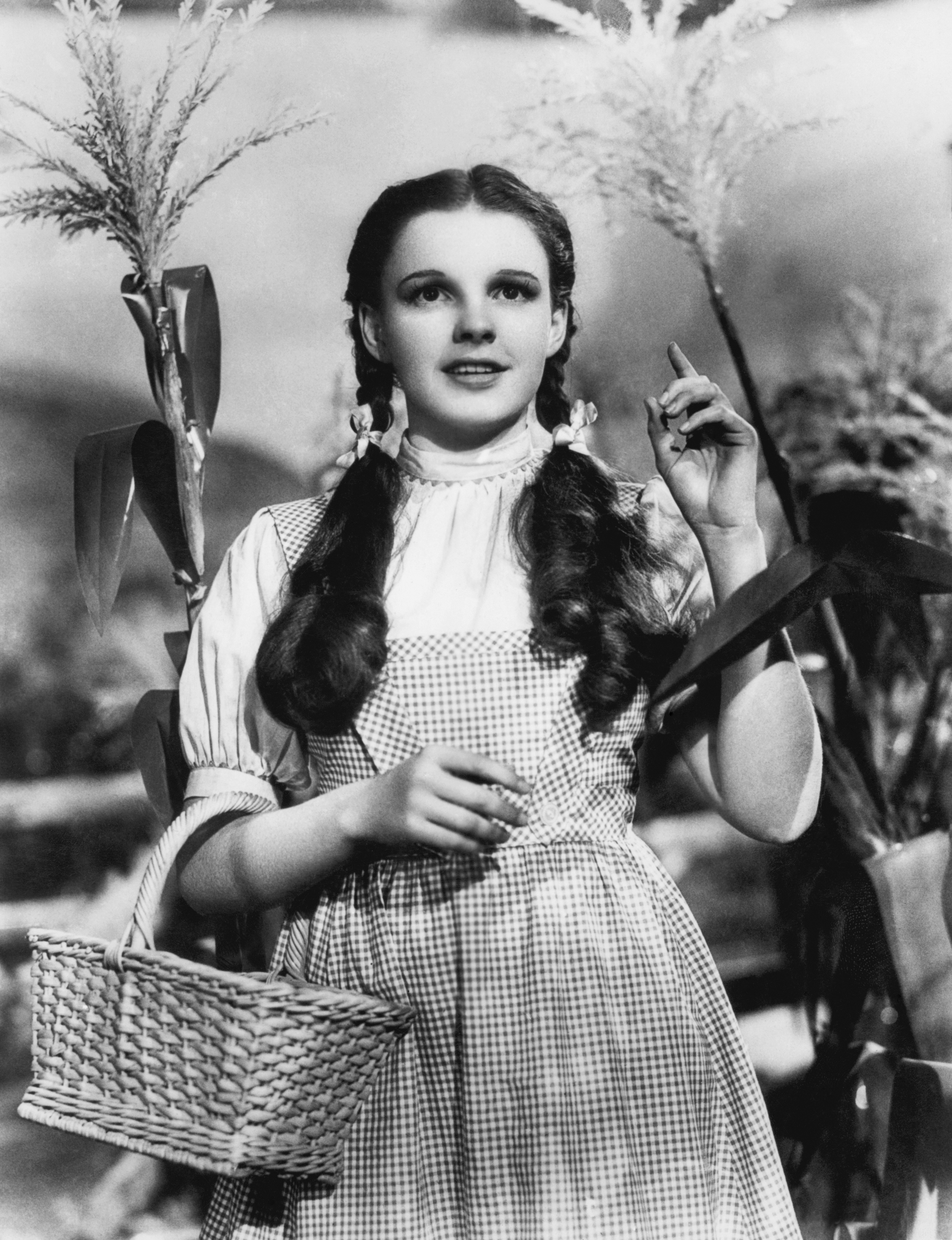
Dorothy interpretata da Judy Garland nel film Il mago di Oz del 1939.

| Anno      | Dorothy               | Film / Serie televisiva / Opera teatrale |
| --------- | --------------------- | --- |
| 1903      | Anna Laughlin         | The Wizard of Oz, musical (allestimento originario). |
| 1908      | Romola Remus          | The Fairylogue and Radio-Plays, mescolanza di attori dal vivo, diapositive colorate a mano, lanterna magica e film (USA, 1908), regia di Francis Boggs e Otis Turner.                         |
| 1910      | Bebe Daniels          | Il mago di Oz, film muto (USA, 1910), regia di Otis Turner |
| 1914      | Violet MacMillan      | Il mago di Oz, film muto (1914), regia di L. Farrell MacDonald |
| 1925      | Dorothy Dwan          | Il mago di Oz, film muto (USA, 1925), regia di Larry Semon |
| 1939      | Judy Garland          | Il mago di Oz, film (USA, 1939), regia di Victor Fleming |
| 1942      | Evelyn Wycoff         | The Wizard of Oz, musical (adattamento di Frank Gabrielson); St. Louis Municipal Opera, 1942                                                                                                  |
| 1971      | Zeynep Degirmencioglu | Ayşecik ve sihirli cüceler rüyalar ülkesinde, (Turchia, 1971) regia di Tunç Başaran. Adattamento non dichiarato ma abbastanza fedele al romanzo di Baum in cui Dorothy viene rinominata Ayşe. |
| 1972      | Liza Minnelli (voce)  | Ritorno a Oz, film d'animazione (USA, 1972) regia di Hal Sutherland. Libero adattamento de Il meraviglioso paese di Oz.                                                                       |
| 1975      | Stephanie Mills       | The Wiz, musical (allestimento originario); libretto di Charlie Smalls; Broadway, 1975. |
| 1978      | Diana Ross            | The Wiz, film (USA, 1978); adattamento di Joel Schumacher del musical The Wiz; regia di Sidney Lumet.                                                                                         |
| 1982      | Mari Okamoto (voce)   | Il mago di Oz, film anime (Giappone, 1982), regia di Fumihiko Takayama. |
| 1985      | Fairuza Balk          | Nel fantastico mondo di Oz, film (USA, 1985), regia di Walter Murch. Prodotto dalla Walt Disney Pictures.                                                                                     |
| 1984      | Stephanie Mills       | The Wiz, musical (revival); Broadway, 1984. |
| 1986      | Sumi Shimamoto (voce) | Il mago di Oz, serie anime (Giappone, 1986), regia di Masaru Tonogouchi e Hiroshi Saitō. |
| 1998      | Jessica Grové         | The Wizard of Oz, musical (allestimento originario), libretto di Yip Harburg; regia di Robert Johanson; produzione itinerante, Stati Uniti-Canada, 1 mag 1998 - 25 luglio 1999                |
| 2005      | Ashanti               | I Muppet e il mago di Oz, film televisivo con protagonisti i Muppet (USA, 2005). |
| 2009      | Ashanti               | The Wiz, musical (revival); City Center Encores!, 2009. |
| 2011      | Danielle Hope         | The Wizard of Oz, musical (adattamento di Andrew Lloyd Webber e Tim Rice); Londra, 1 mar 2011 - 2 set 2012.                                                                                   |
| 2011      | Grey DeLisle (voce)   | Tom & Jerry e il mago di Oz, film d'animazione direct-to-video con Tom e Jerry (USA, 2011).                                                                                                   |
| 2013      | Lea Michele (voce)    | Il magico mondo di Oz, film d'animazione (USA, 2013), regia di Will Finn e Dan St. Pierre. |
| 2015      | Shanice Williams      | The Wiz Live!, musical (adattamento di Harvey Fierstein di The Wiz); regia di Kenny Leon e Matthew Diamond; NBC (USA), 3 dic 2015.                                                            |
| 2016      | Grey Griffin (voce)   | Tom & Jerry - Di nuovo a Oz, sequel di Tom & Jerry e il mago di Oz (USA, 2016). |
| 2017-2020 | Kari Wahlgren (voce)  | Dorothy e le meraviglie di Oz, serie animata (USA, 2017-2020). |
| 2019      | Maya Rudolph (voce)   | The LEGO Movie 2 - Una nuova avventura, film d'animazione (USA, 2019). |

## Libri
- L. Frank Baum, Il meraviglioso mago di Oz.